# Сучков, Владимир Сергеевич
Владимир Сергеевич Сучков (12 мая 1925, Москва — 13 февраля 2008, Москва) — советский футболист, нападающий, полузащитник. Заслуженный тренер РСФСР (1986). Мастер спорта СССР (1958).

## Биография
Воспитанник футбольной школы Стадиона Юных пионеров и команды «Трёхгорка» Москва. Выступал в чемпионате СССР (1946—1949, 1951, 1956 — 85 игр, 9 голов) и классе «Б» (1950, 1952—1955, 1957) за команды «Крылья Советов» Москва (1946—1948), «Локомотив» Москва (1949), ВМС Москва/Ленинград (1950—1953), «Зенит» Калининград / команда г. Калининграда (1953—1955), «Торпедо» Москва (1956), «Торпедо» Горький (1957).
В 1961—1962 годах — тренер в ЦСКА. В августе — октябре 1965 года — старший тренер «Таврии» Симферополь. В 1966 году — тренер «Локомотива» Москва. В 1980 году — старший тренер «Красной Пресни» Москва.
Скончался 13 февраля 2008 года.